# Sherman County, Oregon
Sherman County är ett administrativt område i delstaten Oregon, USA. År 2010 hade countyt 1 765 invånare. Den administrativa huvudorten (county seat) är Moro. 

## Geografi
Enligt United States Census Bureau så har countyt en total area på 2 152 km². 2 131 km² av den arean är land och 21 km² är vatten. 

### Angränsande countyn
- Wasco County, Oregon - väst, syd
- Gilliam County, Oregon - öst
- Klickitat County, Washington - nord